# Contea di Eumseong
La contea di Eumseong (음성군?, 陰城郡?, Eumseong-gunLR) è una delle suddivisioni della provincia sudcoreana del Chungcheong Settentrionale.